# Michelle Monaghan
Michelle Monaghan (Winthrop, Iowa, 1976. március 23. –) amerikai színésznő.
Fontosabb szereplései voltak a Durr, durr és csók (2005), a Hideg nyomon (2007), A boldogító talán (2008), a Sasszem (2008), az Útfélen (2008), a Forráskód (2011), a Pixel (2015) és a A hazafiak napja (2016) című filmekben. Több Mission: Impossible-filmben alakította Julia Meade-t: Mission: Impossible III (2006), Mission: Impossible – Fantom protokoll (2011) és Mission: Impossible – Utóhatás (2018).
2014-ben a True Detective – A törvény nevében című bűnügyi drámasorozat első évadjában Maggie Hart szerepében volt látható, alakítását Golden Globe-jelöléssel méltatták. 2020-ban a Netflix Messiás című sorozatában kapott főszerepet.

## Fiatalkora
Szülei, Sharon és Robert John Monaghan egyetlen lánya. Két bátyja van.
Miután végzett az iowai középiskolában, újságírást tanult három évig a chicagói Columbia Egyetemen. A főiskolára való pénzt modellkedéssel kereste meg. 1999-ben otthagyta az iskolát és New Yorkba ment, hogy teljes állásban modellkedhessen. Beutazta a világot és sorra hódította meg a kifutókat Milánóban, Tokióban, Szingapúrban és Hongkongban is, fotói neves magazinokban jelentek meg.

## Pályafutása
A mozivásznon a 2001-es Parfüm című filmben debütált, később játszott A Bourne-csapda, a Mr. és Mrs. Smith, a Constantine, a démonvadász, a Durr, durr és csók , a Mission: Impossible III és az Agyő, nagy ő! című filmekben.
2008-as filmjei A boldogító talán és a Sasszem, 2010-ben és 2011-ben egy-egy kasszasikerben volt újra látható, ezek a Terhes társaságés a Forráskód című alkotások voltak. Ebben az évben még két filmet forgatott, ám ezeket csak 2012-ben mutatták be. Először Gerard Butler oldalán a Géppisztolyos prédikátorban, majd a Mission: Impossible – Fantom protokollban tűnt fel.
2013-ban az Amerikai fater című animációs sorozat egyik epizódjában szinkronizált, illetve további három filmjét mutatták be. 2014-es első szerepe a True Detective – A törvény nevében című krimisorozatban volt, majd a Működik a kémia és a Vissza hozzád vígjátékok következtek. 2015-ben a Pixel című filmben főszerepelt, melyet Chris Columbus rendezett, másik főszereplője Adam Sandler volt.

## Magánélete
2005 augusztusában férjhez ment Pete White-hoz, akit öt évvel korábban egy manhattani partin ismert meg. Két gyermekük született.

## Filmográfia

### Film
| Év   | Magyar cím                             | Eredeti cím                          | Szerep                   | Magyar hang       | Rendező                 |
| ---- | -------------------------------------- | ------------------------------------ | ------------------------ | ----------------- | ----------------------- |
| 2002 | Parfüm                                 | Perfume                              | Penny                    |                   | Michael Rymer           |
| 2002 | Parfüm                                 | Perfume                              | Penny                    | Hunter Carson     |                         |
| 2002 | A hűtlen                               | Unfaithful                           | Lindsay                  |                   | Adrian Lyne             |
| 2003 | Túl nagy család                        | It Runs in the Family                | Peg Maloney              | Zakariás Éva      | Fred Schepisi           |
| 2004 | Magunkra maradtunk                     | Winter Solstice                      | Stacey                   |                   | Josh Sternfeld          |
| 2004 | A Bourne-csapda                        | The Bourne Supremacy                 | Kim                      | Németh Borbála    | Paul Greengrass         |
| 2005 | Constantine, a démonvadász             | Constantine                          | Ellie (cameo)            |                   | Francis Lawrence        |
| 2005 | Mr. és Mrs. Smith                      | Mr. & Mrs. Smith                     | Gwen                     |                   | Doug Liman              |
| 2005 | Kőkemény Minnesota                     | North Country                        | Sherry                   | Pikali Gerda      | Niki Caro               |
| 2005 | Durr, durr és csók                     | Kiss Kiss Bang Bang                  | Harmony Faith Lane       | Horváth Lili      | Shane Black             |
| 2006 | Mission: Impossible III                | Mission: Impossible III              | Julia Meade              | Roatis Andrea     | J. J. Abrams            |
| 2007 | Hideg nyomon                           | Gone Baby Gone                       | Angie Gennaro            | Németh Borbála    | Ben Affleck             |
| 2007 | Agyő, nagy ő!                          | The Heartbreak Kid                   | Miranda                  | Györgyi Anna      | Peter és Bobby Farrelly |
| 2008 | A boldogító talán                      | Made of Honor                        | Hanah                    | Horváth Lili      | Paul Weiland            |
| 2008 | Sasszem                                | Eagle Eye                            | Rachel Holloman          | Major Melinda     | D. J. Caruso            |
| 2008 | Útfélen                                | Trucker                              | Diane Ford               |                   | James Mottern           |
| 2010 | Made in Hollywood                      | Somewhere                            | Rebecca                  | Németh Borbála    | Sofia Coppola           |
| 2010 | Terhes társaság                        | Due Date                             | Sarah Highman            | Nemes Takách Kata | Todd Phillips           |
| 2011 | Forráskód                              | Source Code                          | Christina Warren         | Németh Borbála    | Duncan Jones            |
| 2011 | Mission: Impossible – Fantom protokoll | Mission: Impossible - Ghost Protocol | Julia Meade-Hunt (cameo) | Roatis Andrea     | Brad Bird               |
| 2011 | Géppisztolyos prédikátor               | Machine Gun Preacher                 | Lynn Childers            | Németh Borbála    | Marc Forster            |
| 2012 | Ha holnap elmégy                       | Tomorrow You're Gone                 | Florence Jane            | Solecki Janka     | David Jacobson          |
| 2013 |                                        | Penthouse North                      | Sara                     |                   | Joseph Ruben            |
| 2013 | Babavárás                              | Expecting                            | Andie                    | Németh Borbála    | Jessie McCormack        |
| 2014 | Harc a boldogságért                    | Fort Bliss                           | Maggie Swann             | Németh Borbála    | Claudia Myers           |
| 2014 | Működik a kémia                        | Better Living Through Chemistry      | Kara Varney              | Horváth Lili      | David Posamentier       |
| 2014 | Működik a kémia                        | Better Living Through Chemistry      | Kara Varney              | Horváth Lili      | Geoff Moore             |
| 2014 | A szerelem markában                    | Playing It Cool                      | Ő                        | Pikali Gerda      | Justin Reardon          |
| 2014 | Az Igazság Ligája: Háború              | Justice League: War                  | Wonder Woman (hangja)    | Németh Borbála    | Jay Oliva               |
| 2014 | Vissza hozzád                          | The Best of Me                       | Amanda Collier           | Pikali Gerda      | Michael Hoffman         |
| 2015 | Pixel                                  | Pixels                               | Violet Van Patten        | Németh Borbála    | Chris Columbus          |
| 2016 | A hazafiak napja                       | Patriots Day                         | Carol Saunders           | Németh Borbála    | Peter Berg              |
| 2017 | Álmatlanság                            | Sleepless                            | Jennifer Bryant          | Szávai Viktória   | Baran bo Odar           |
| 2017 | Sidney Hall eltűnése                   | The Vanishing of Sidney Hall         | Velouria Hall            | Németh Borbála    | Shawn Christensen       |
| 2018 | Mission: Impossible – Utóhatás         | Mission: Impossible – Fallout        | Julia Meade              | Roatis Andrea     | Christopher McQuarrie   |
| 2018 |                                        | Saint Judy                           | Judy Wood                |                   | Sean Hanish             |
| 2020 | Bűvölet – Az örökség                   | The Craft: Legacy                    | Helen Schechner          | Németh Borbála    | Zoe Lister-Jones        |
| 2021 | Amíg csak lélegzel                     | Every Breath You Take                | Grace Watson             | Varga Gabriella   | Vaughn Stein            |
| 2022 | A dada                                 | Nanny                                | Amy                      |                   | Nikyatu Jusu            |
| 2022 |                                        | Black Site                           | Abigail "Abby" Trent     |                   | Sophia Banks            |
| 2022 | Szomjúság                              | Blood                                | Jess                     | Szávai Viktória   | Brad Anderson           |
| 2023 |                                        | Spinning Gold                        | Beth Bogart              |                   | Timothy Scott Bogart    |
| 2023 | Családi kiruccanás                     | The Family Plan                      | Jessica Morgan           |                   | Simon Cellan Jones      |
| 2024 | MaXXXine                               | MaXXXine                             | Williams nyomozó         | Németh Borbála    | Ti West                 |

### Televízió

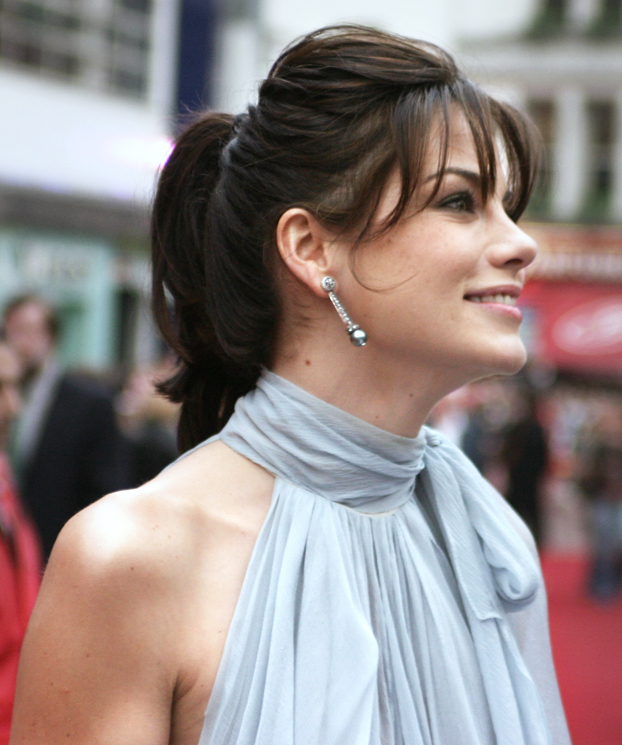
A Mission: Impossible III premierjén, 2006 áprilisában

| Év        | Magyar cím                               | Eredeti cím                       | Szerep                | Megjegyzések                                                         |
| --------- | ---------------------------------------- | --------------------------------- | --------------------- | -------------------------------------------------------------------- |
| 2000      | Will és a haverok                        | Young Americans                   | Caroline Busse        | 2 epizód                                                             |
| 2001      | Esküdt ellenségek: Különleges ügyosztály | Law & Order: Special Victims Unit | Dana Kimble           | 1 epizód                                                             |
| 2002      | Hack – Mindörökké zsaru                  | Hack                              | Stacy Kumble          | 1 epizód                                                             |
| 2002–2003 |                                          | Boston Public                     | Kimberly Woods        | visszatérő szereplő (8 epizód)                                       |
| 2013      | Amerikai fater                           | American Dad!                     | Gina (hangja)         | 1 epizód                                                             |
| 2014      | True Detective – A törvény nevében       | True Detective                    | Maggie Hart           | - főszereplő - 1. évad (8 epizód) - magyar hangja: - Szávai Viktória |
| 2015      |                                          | Comedy Bang! Bang!                | önmaga                | 1 epizód                                                             |
| 2016–2018 |                                          | The Path                          | Sarah Lane            | főszereplő (36 epizód)                                               |
| 2020      | Messiás                                  | Messiah                           | Eva Geller            | - főszereplő - magyar hangja:[forrás?] - Németh Kriszta              |
| 2022      | Visszhangok                              | Echoes                            | Leni és Gina McCleary | - főszereplő - magyar hangja:[forrás?] - Varga Gabriella             |
| 2024      | Carl Hiaasen: Rossz majom                | Bad Monkey                        | Bonnie                | főszereplő                                                           |
| 2025      | A Fehér Lótusz                           | The White Lotus                   | Jaclyn Lemon          | főszereplő (3. évad)                                                 |

## Díjak és jelölések
- jelölés – Szaturnusz-díj a legjobb női mellékszereplőnek (2006) – Durr, durr és csók
- jelölés – Golden Globe-díj a legjobb női mellékszereplőnek (televíziós sorozat, televíziós minisorozat vagy tévéfilm) (2015) – A törvény nevében
- jelölés – Arany Málna díj a legrosszabb női mellékszereplőnek (2016) – Pixel

## Fordítás
- Ez a szócikk részben vagy egészben  a   Michelle Monaghan című angol Wikipédia-szócikk fordításán alapul.  Az eredeti cikk szerkesztőit annak laptörténete sorolja fel. Ez a jelzés csupán a megfogalmazás eredetét és a szerzői jogokat jelzi, nem szolgál a cikkben szereplő információk forrásmegjelöléseként.